# آجرنوشته عیلامی میانه

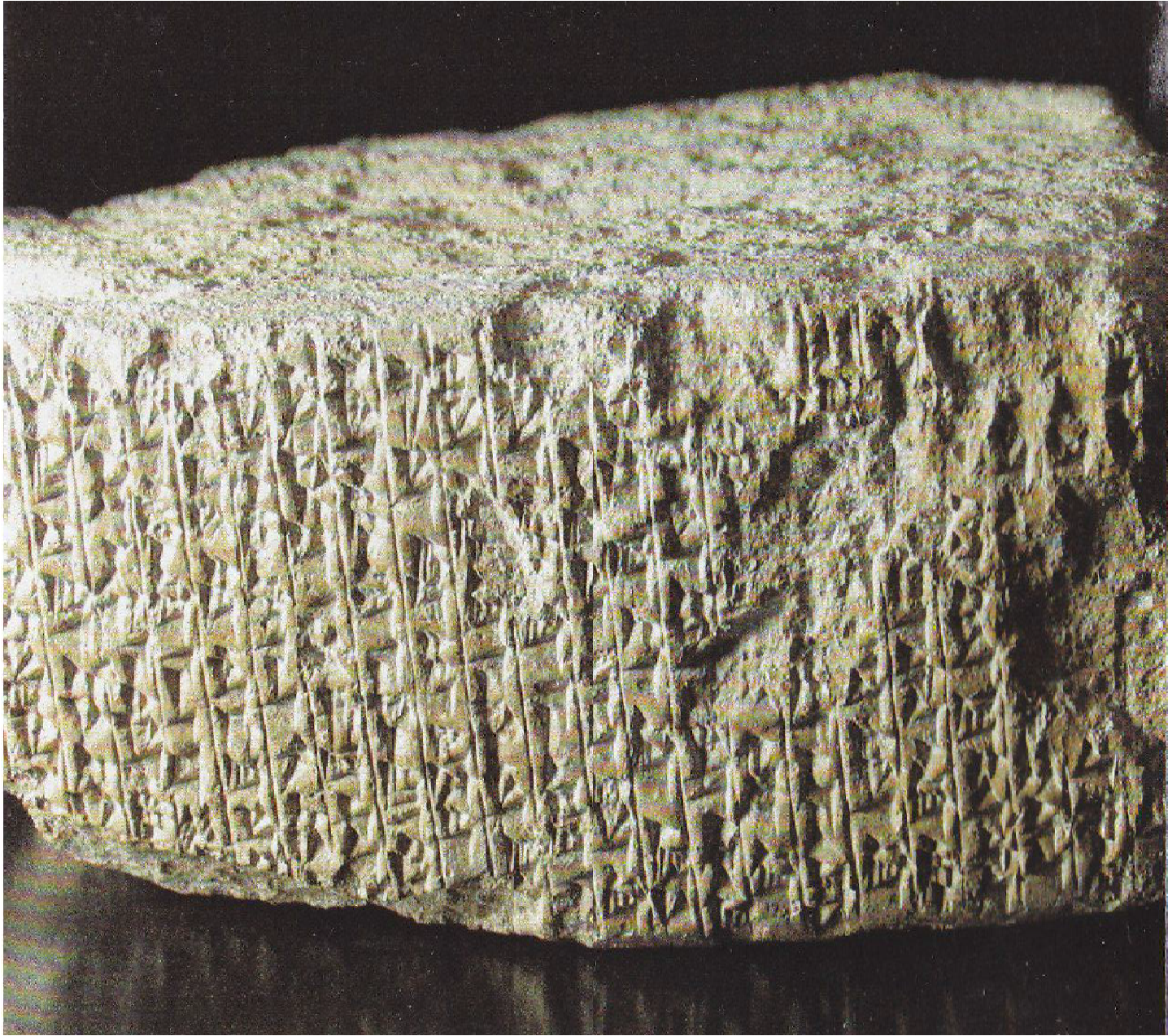
کتیبه عیلامی میانه متعلق به هوته لوتش اینشوشیناک

آجرنوشته عیلامی میانه کتیبه باستانی استان چهارمحال و بختیاری است. این آجرنوشته به طول ۲۴، پهنای ۱۵ و قطر ۸ سانتی‌متر و دارای ۲۶ سطر است و متعلق به بیش از ۳۱۰۰ سال پیش(۱۱۲۰ ق. م) می‌باشد. کشف این آجرنوشته در استان چهارمحال و بختیاری اهمیت این استان را در عصر ایلامی نشان می‌دهد.

## محل کشف و تاریخچه
آجرنوشته عیلامی میانه در سال ۱۳۷۵ خورشیدی در گمانه زنی قلعه افغان خانمیرزا استان چهارمحال و بختیاری توسط باستان شناس، علی اصغر نوروزی کشف شد. باستان شناسان در گمانه زنی‌های خود در کمال ناباوری به کتیبه‌ای به خط میخی عیلامی برخورد کردند که از سوی یکی از پادشاهان عیلام میانه(هوته لوتش اینشوشیناک) نوشته شده‌است و کشف آن وجود یک زیگورات یا چیزی شبیه به آن را به خوبی در این منطقه نشان می‌دهد. باستان شناسان گمان می‌کنند که در چهارمحال و بختیاری سازه معماری عظیمی وجود دارد که ممکن است شبیه زیگورات‌های عیلامیان باشد.
اما آثاری که از این تپه باستانی به دست آمده است، دو احتمال را پیش روی ما می‌گذارد. یکی که در این محل زیگوراتی بنا شده‌است یا این که یکی از پایتخت‌های عیلامیان در این منطقه بوده که برای فهمیدن صحت هر دو این احتمالات نیاز به کاوش و پژوهش وجود دارد و باید از باستان شناسان زبده ایرانی و بین‌المللی کمک گرفت. آجرنوشته‌ای دیگر نیز در تپهٔ باستانی ملیان فارس کشف گردیده که صحت این موضوع را دوباره به تأیید می‌رساند.